# Ivan Sztyepanovics Konyev
Ivan Sztyepanovics Konyev (oroszul: Иван Степанович Конев; Logyejno, 1897. december 28. – Moszkva, 1973. május 21.) a Szovjetunió marsallja és katonai vezető a második világháborúban, az 1956-os forradalom leverésének katonai irányítója.

## Fiatalkora
Konyev paraszti családban született. Miután elvégezte iskolai tanulmányait falujában, fűrészáruk gyártásával kezdett foglalkozni. 1916-ban besorozták a cári hadseregbe, de 1917-ben a bolsevik forradalom győzelme után leszerelték. 1919-ben belépett a Kommunista Pártba és a Vörös Hadseregbe, ahol egy tüzér egységhez került. A polgárháború alatt Oroszország keleti részén harcolt, Vorosilov parancsnoksága alatt.
1926-ban Konyev elvégezte a Frunze Katonai Akadémiát. 1931-től előbb a Bajkálontúli, majd az Észak-kaukázusi katonai kerületek irányítását vette át. 1938-ban egy hadtest parancsnokságát bízták rá. Az 1937-1938-as sztálini tisztogatástól csak Vorosilov segítségével menekült meg.

## Részvétele a második világháborúban
Mikor a Harmadik Birodalom megtámadta a Szovjetuniót 1941. június 22-én, Konyev átvette a XIX. hadsereg parancsnokságát Vityebszk térségében. A hadsereg élén védelmi jellegű harcokban vett részt, visszavonulva előbb Szmolenszk, majd Moszkva védelmére. 1941 októbere–1942 augusztusa között a Kalinyini Front parancsnokságát töltötte be, kulcsszerepet játszva a főváros védelmében és az ellentámadás megindításában.
Ezt követően 1943 februárjáig a Nyugati Front, majd február és július között az Északnyugati Front fölött vette át a parancsnokságot. Júliustól október 20-ig a Sztyeppi Front parancsnoka lett, e minőségben vett részt a kurszki csatában, majd október 20-tól a 2. Ukrán Fronttá átnevezett hadseregcsoport parancsnoka. 1944. május 24-től a háború végéig az 1. Ukrán Front parancsnoka.
A kurszki győzelem után visszafoglalta Belgorod, Kijev, Harkov és Odessza városokat. Az 1944-es év folyamán részt vett az Ukrajna, Lengyelország, Csehország területén folyó harcokban. 1944 végén csapataival Szlovákia területére ment, ahol segítettek a helyi partizánoknak a németek kiűzésében. 1944 végére csapatai elérték a Visztulát, amiért megkapta a Szovjetunió Hőse kitüntetést. 1945 elején felszabadította seregével Krakkót, majd áprilisban Georgij Konsztantyinovics Zsukov csapataival együtt offenzívába kezdtek Berlin irányába. Habár Konyev emberei előbb értek Berlinbe, Sztálin mégis kedvencének Zsukovnak adott érdemrendet Berlin elfoglalásáért. Májusban az Elba folyó partján, Torgau mellett találkozott a nyugati szövetségesekkel, ekkor zajlott le a híressé vált kézfogás közte és a szövetségesek parancsnoka között. Szintén ő volt az, aki májusban felszabadította Prágát a német uralom alól.

## A háború után
A háború után Konyevet kinevezték a megszállt keletnémet és ausztriai területek főparancsnokának. 1946-ban kinevezték a Szovjetunió szárazföldi hadereje főparancsnokává a kegyvesztett Zsukov helyére. 1950-ben Sztálin menesztette, de később, Hruscsov hatalomra kerülésével visszanyerte tisztségét, melyet 1956-ig töltött be, amikor a Varsói Szerződés haderejének főparancsnoka lett, ebben a minőségében személyesen irányította a Forgószél hadműveletet, az 1956-os magyar forradalom leverését. 1960-ban vonult nyugdíjba. Haláláig a Vörös Hadsereg legnépszerűbb hadvezére volt.

## Magyarul
- Egy frontparancsnok feljegyzései, 1943–1944; ford. Auer Kálmán; Zrínyi, Budapest, 1983